# 朱恩铈
沅陵宣穆王朱恩铈（1460年—1497年8月1日），明朝沅陵昭安王朱豪塶嫡长子，母亲是王妃杨氏。明朝第三代沅陵王。

## 生平
朱恩铈于天顺八年（1464年）六月与胞弟朱恩鈼同获赐名。最初受封沅陵长孙，朱豪塶袭封沅陵王之后，朱恩铈加封沅陵长子。
弘治四年（1491年）八月，朱豪塶去世。弘治五年（1492年）十月，明孝宗御奉天殿传诏遣永康侯徐锜、阳武侯薛伦、驸马都尉杨伟、崇信伯费淮、清平伯吴琮、建平伯高进、广宁伯刘佶、彭城伯张信、吏部右侍郎周经、兵部左侍郎吕雯为正使，尚宝司司丞李㺬、户科给事中丛兰、兵科给事中涂旦、中书舍人李㺹、户部郎中宋明、崔岩、兵部员外郎顾达、强满、刑部郎中钱镛、马懋为副使，持节册封朱恩铈袭封沅陵王。
弘治七年（1494年）十月，孝宗御奉天殿传诏，遣保定侯梁任、永康侯徐錡、懷寧侯孫泰、會昌侯孫銘、駙馬都尉楊偉、馬誠、崇信伯費淮、興安伯徐盛、成安伯郭寧、彭城伯張信、惠安伯張偉、清平伯吳琮、建平伯高霳、武進伯朱潔、南寧伯毛良、刑部右侍郎戴珊、都察院左僉都御史楊謐、通政使司左通政毛倫為正使，翰林院侍讀江瀾、尚寶司少卿楊泰、戶科給事中王璽、禮科右給事中孫孺、兵科給事中東思恭、中書舍人孫琰、戶部郎中李文安、員外郎胡倬、禮部員外郎尹萬化、兵部郎中費瑄、刑部員外郎尹嘉言、屈直、周東、商良輔、工部員外郎朱恩、周濬、鴻臚寺左少卿杜英、李鐩為副使，持節冊封朱恩铈夫人秦氏為沅陵王妃。
弘治十年（1497年）七月，朱恩铈去世。孝宗闻讯，輟朝一日，按制度賜祭葬，谥宣穆。十一月，給王妃秦氏養贍米每年一百二十石。
朱恩铈没有儿子。弘治十三年（1500年）十月，朱恩鈼受册袭封沅陵王。

## 评价
- 《弇山堂别集》卷072：誠意見外，中情見貌。